# 宗室吉紳
宗室吉紳 (1852年—?)，字書菴，鑲紅旗人，清朝政治人物、同進士出身。
光緒八年壬午科（1882年），乡试中举，十二年（1886年），参加光緒丙戌科殿試，登進士三甲3名。同年五月，著主事分部学习。

## 家庭
- 高祖敦敏（字子明），右翼宗學总管，著有《懋齋詩鈔》。其胞兄敦誠，著有《四松堂詩文集》、《鷦鷯庵雜詩》。
- 曾祖謨多。
- 祖父秀玉。
- 父兆麟。
- 子存正。儿媳额尔德特氏，其父鑲黃旗蒙古錫琛，母愛新覺羅氏（曾祖成哲親王永瑆，乾隆帝第十一子），胞叔同治戊辰科進士錫珍；姑母額爾德特氏錫婉，嫁镶红旗宗室溥楣；伯祖父恭勤公恆福（女一额尔德特氏嫁镶白旗宗室、光緒三年（1877年）丁丑科二甲进士盛昱；子四川川東道錫珮，妻正蓝旗满洲文勤公英桂之女赫舍里氏；子錫璋，其孙女額爾德特氏文繡，系末代皇帝溥仪之淑妃），曾祖勤襄公璧昌。